# Hertog van Westminster

Wapen van de hertog van Westminster

Hertog van Westminster (Engels: Duke of Westminster) is een Britse adellijke titel. 
De titel hertog van Westminster werd gecreëerd in 1874 door koningin Victoria voor Hugh Grosvenor, markies van Westminster. 
Zijn nakomelingen bezitten de titel nog steeds.
De familiezetel is Eaton Hall, gelegen in het graafschap Cheshire.

## Hertog van Westminster (1874)
- Hugh Grosvenor, 1e hertog van Westminster (1874–1899)
- Hugh Grosvenor, 2e hertog van Westminster (1899–1953)
- William Grosvenor, 3e hertog van Westminster (1953–1963)
- Gerald Grosvenor, 4e hertog van Westminster (1963–1967)
- Robert Grosvenor, 5e hertog van Westminster (1967–1979)
- Gerald Grosvenor, 6e hertog van Westminster (1979–2016)
- Hugh Grosvenor, 7e hertog van Westminster (2016-heden)